# Dharm Mungra
Dharmvir Karamechand (Dharm) Mungra is een Surinaams politicus. Hij was in 2012 oprichter van de politieke partij De Nieuwe Leeuw (DNL).

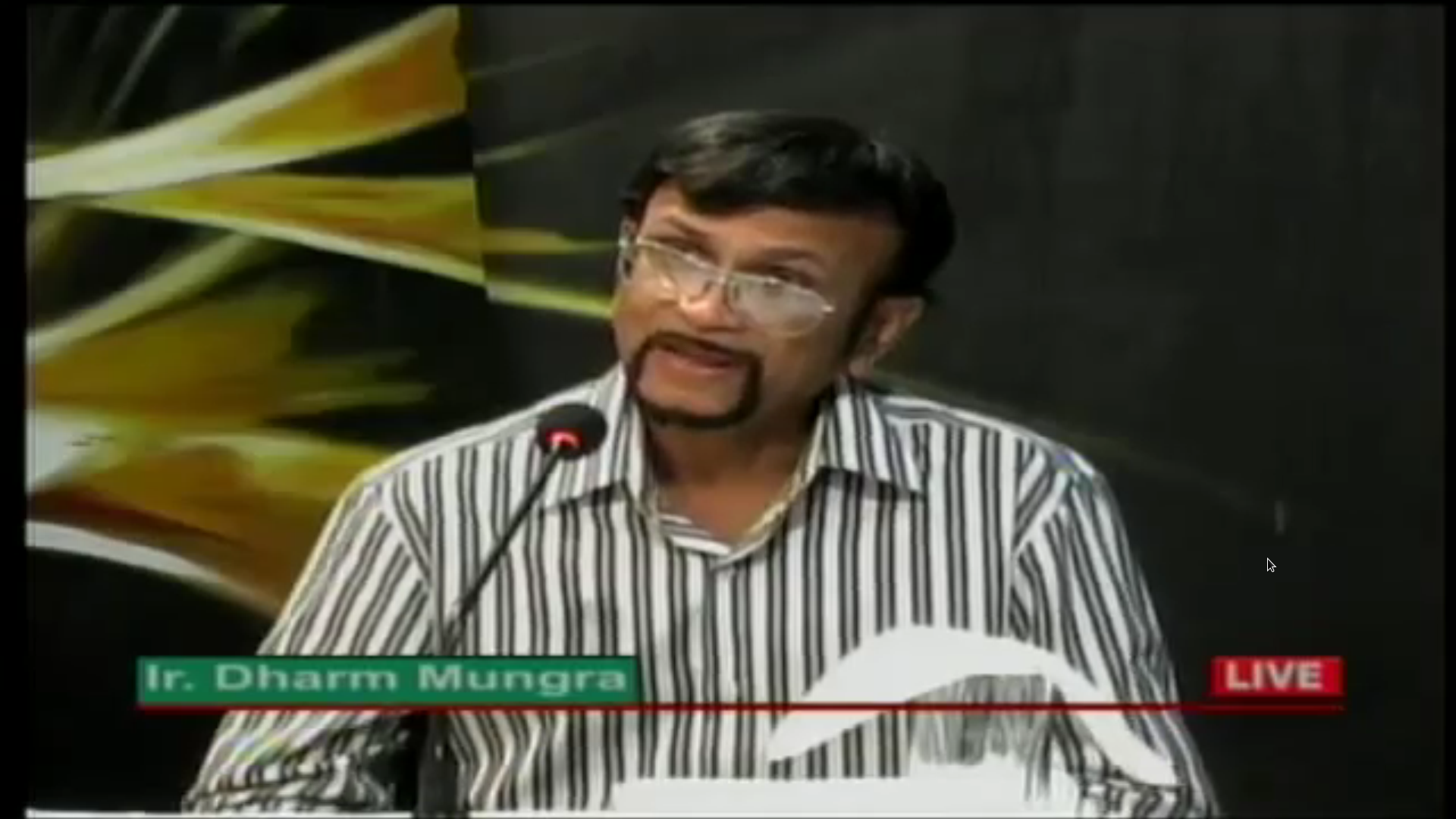
Mungra in 2015

## Biografie
Hij was eerst ondervoorzitter van de Basispartij voor Vernieuwing en Democratie (BVD) maar toen de voorzitter van die partij, de zakenman Dilip Sardjoe, besloot te fuseren met de Nationale Democratische Partij (NDP) van Desi Bouterse, besloot hij met het overgrote deel van de structuren van de BVD een eigen zelfstandige weg op te gaan. Mungra en zijn geestverwanten richtten op 12 februari 2012 De Nieuwe Leeuw op. 
De partij zegt de democratie "hoog in het vaandel" te dragen en is sterk gekant tegen wat zij ziet als het streven naar een eenpartijstelsel door de NDP.
Dharmvir Mungra is een van de oprichters van de BVD, die opkwam voor vernieuwing en democratisering in de politiek. Hij is oud-directeur van het Ministerie van Openbare Werken en heeft daarnaast veel belangrijke functies bekleed. Ook in het sociale leven heeft hij zich verdienstelijk gemaakt. Als voorzitter van de stichting gevallen helden 1902 heeft hij zich ingezet voor de totstandbrenging van het Monument voor de Gevallen Helden in 2006 en zestien jaar later voor het Monument voor de Gevallen Helden in 2022.
Volgens Mungra in september 2023 zou grootschalige gezinshereniging vanuit Haïti mogelijk grote gevolgen hebben.
Tijdens de verkiezingen van 2025 was hij lijsttrekker van DNL, maar zijn partij behaalde geen zetels.